# Упамаш
Упамаш (мар. Апак) — деревня в Моркинском районе Республики Марий Эл. Входит в состав Шалинского сельского поселения.

## География
Находится в юго-восточной части республики Марий Эл на расстоянии приблизительно 17 км по прямой на запад от районного центра посёлка Морки.

## История
Образована в 1928 году переселенцами из деревни Тойметсола. Первоначальное название (Апак) было связано с именем дела Апака, который когда-то проживал на данном месте. В 2003 году здесь оставалось 4 семьи. В советское время работали колхозы «Упамаш» и «Броневик».

## Население
Население составляло 10 человек (мари 80 %) в 2002 году, 5 в 2010.